# Herrieden
Herrieden település Németországban, azon belül Bajorországban. Lakosainak száma 8325 fő (2023. december 31.).

## Népesség
A település népessége az elmúlt években az alábbi módon változott:
| Lakosok száma | 1041 | 2085 | 5710 | 7491 | 7636 | 7700 | 7895 | 7999 | 8184 | 8325 |
|               | 1875 | 1950 | 1975 | 2011 | 2013 | 2014 | 2016 | 2018 | 2021 | 2023 |